# Адолфо Вебер Ткалчевић
Адолфо Вебер Ткалчевић (Бакар, 11. мај 1825 — Загреб, 6. август 1889) био је хрватски филолог, писац, књижевни критичар и естетичар.
Дипломирао је филозофију у Загребу, теологију у Будапешти и славистику у Бечу.
Наставио је традицију Илирског покрета, Вјекослава Бабукића и Антуна Мажуранића, али се јасно дистанцирао од покушаја Људевита Гаја да се повеже са Вуком Стефановићем Караџићем. Био је важан као један од приповједача који су, средином 19. вијека, разбили праксу турских новела и романтичне прозе увођењем елемената реализма у хрватску књижевност. Његов естетички поглед са класистичком позадином утицали су на његове филолошке радове и многа рјешења у нормирању хрватског стандардног језика.
Аутор је прве синтаксе хрватског књижевног језика „Складања илирског језика” (Беч, 1859). Приредио је неколико школских уџбеника и писао је граматике хрватског и латинског језика за средње школе. Његова „Словарица хрватска” објављена је 1871. године служила је као средњошколски уџбеник и као норма и кодификација тадашњег стандардног језика.
Одбрану илирског погледа на књижевни језика објавио је у „Вијенцу” 1884. године под насловом „Брус језика или загребачка школа”. Након Вјекослава Бабукића и Антуна Мажуранића, постао је предводник Загребачке филолошке школе.